# Cide Hamete Benengeli

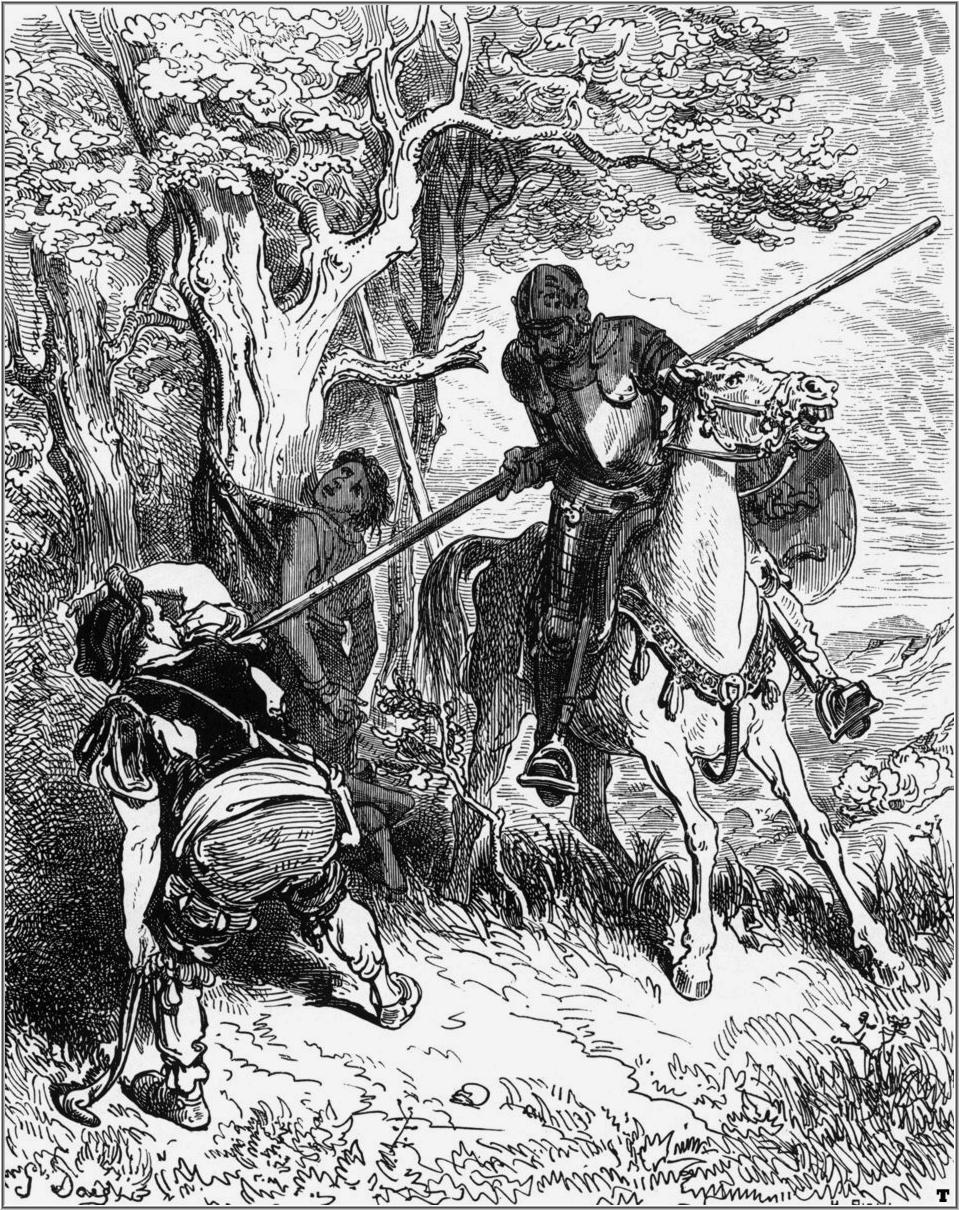
Ilustración del Quijote por Gustave Doré, 1863. En este cuadro se representa el episodio de la obra cuando Don Quijote libera al joven pastor Andrés del castigo impuesto por su amo, quien castiga con más ahínco al muchacho una vez su liberador se marcha.

Cide Hamete Benengueli es un personaje ficticio, un supuesto historiador musulmán creado por Miguel de Cervantes en su novela Don Quijote de la Mancha. 
Esta habilidosa pirueta literaria metaficcional parece buscar dar más credibilidad al texto, haciendo creer que don Quijote fue un personaje real y que la historia podría tener décadas de antigüedad. Sin embargo, por otro lado es obvio para el lector que tal cosa es imposible, pues la presencia de Cide Hamete plantea múltiples incongruencias temporales.
Cide Hamete es morisco: aunque no se le aplica explícitamente este adjetivo, sí dice Cervantes que es «arábigo y manchego», es decir, un musulmán español de lengua árabe, y no un norteafricano o un otomano.

## Sobre el nombre
Se han hecho muchas elucubraciones acerca del significado del nombre de este autor ficticio. El primer elemento, «Cide», es el que plantea menos problemas, ya que como el propio don Quijote aclara, significa «señor» en árabe: es una perversión de sīd (سيد).
El nombre «Hamete» es también la forma castellana de un nombre propio indoeuropeo de onomástica hispanomusulmana. Sin embargo, los autores no están muy de acuerdo en su equivalencia exacta en árabe, que puede corresponder a tres nombres de varón muy parecidos y etimológicamente afines. El hispanista egipcio Abd al-Aziz al-Ahwani lo hace equivaler a H̣amāda (حمادة); el hispanista Abd al-Rahman Badawi opta por H̣āmid (حميد); y el también hispanista Mahmud Ali Makki afirma que se trata de Aḥmad (أحمد), nombre éste de uso más corriente que los dos anteriores.
El significado de «Benengeli» ha hecho correr más tinta. El primero en proponer una interpretación fue el arabista José Antonio Conde (m. en 1820), que lo interpretó como castellanización de ibn al-ayyil (ابن الأيل), «hijo del ciervo», con la que Cervantes aludía de forma sutil a su propio apellido. De la misma opinión fue el cervantista Diego Clemencín y la siguió Abd al-Rahman Badawi. 
El orientalista Leopoldo Eguílaz y Yanguas hizo proceder «Benengeli» de berenjena, una interpretación que también hace Sancho Panza en la novela.
Los cervantistas Saadeddine Bencheneb y Charles Marcilly propusieron como etimología ibn al-Inŷīl (ابن الإنجيل), esto es, «hijo del Evangelio», con el que Cervantes haría un juego de palabras irónico con el nombre del supuesto autor del Quijote y su carácter musulmán y el carácter cristiano del autor real, él mismo.
Para el hispanista Mahmud Ali Makki, ninguna de las interpretaciones anteriores tiene consistencia y, como otros autores, se inclina por suponer que el nombre es simplemente una invención, aunque apunta que quizá pueda estar inspirado en el apellido de una conocida familia andalusí originaria de Denia, los Beni Burungal o Berenguel (بني برنجل, apellido de origen valenciano —Berenguer—, arabizado y luego nuevamente romanceado en Berenguel).
Respecto a la relación de Cervantes con lo árabe y lo morisco en general y la lengua árabe en particular (sin la cual no habría podido hacer esos juegos de palabras que se le atribuyen en el caso de «Benengeli»), hay que recordar que pasó cinco años cautivo en Argel. Como cautivo de rescate, se le permitía moverse por la ciudad y relacionarse con sus habitantes. Por otro lado, Américo Castro fue el primero en señalar su posible origen converso, hipótesis que ha sido sostenida en mayor o menor grado por autores posteriores. Y La Mancha, por último, así como buena parte de la mitad sur de la península iberica, estaba densamente poblada por moriscos. En cualquier caso, lo árabe y lo islámico no le era ajeno.

## Hipótesis de fuentes ignacianas
De acuerdo con la hipótesis del cervantista Federico Ortés, Cide Hamete Benengeli vendría a corresponder con Luis González de Cámara, quien habría tomado notas de sus conversaciones con Ignacio de Loyola y le habría dictado a un amanuense El relato del peregrino.

## Parodia de los libros de caballerías
Cervantes elige el Alcaná de Toledo, el corazón comercial y multirracial de la ciudad, como supuesto lugar donde encuentra el manuscrito de Benengeli en su propósito de parodiar a las novelas de caballería. En estas, los manuscritos son casi siempre encontrados tras permanecer largo tiempo ocultos o perdidos, estando pergeñados por sabios nigromantes en griego, caldeo, latín o árabe, para cuya traducción se requieren expertos trujimanes. Es el caso del Cristalián de España, de Beatriz Bernal, en el que cuenta el haber encontrado un libro en una tumba antigua y su decisión de copiarlo. Otro ejemplo de este recurso se puede encontrar en Florisando, de Páez de Ribera, el cual dice haber traducido del toscano una obra de origen griego.
Pero hay una novela con la que el relato del hallazgo del Alcaná guarda una especial similitud: el «Parsifal» de Wolfram von Eschenbach (ca. 1170-ca. 1220), novela basada, según dice novelescamente su autor, en un texto hallado en Toledo, escrito por un sabio arabo-judío llamado Flegetanis, en el que se cuenta la historia del Grial. Se advierte una evidente similitud entre la manera como Cervantes narra el hallazgo del manuscrito del Quijote y el modo como Von Eschenbach encuentra el suyo del Grial. Un autor llamado Kyot (Cervantes) encuentra en Toledo (Alcaná) un manuscrito (cartapacio) de papeles viejos, escrito por un sabio árabe llamado Flegetanis (Benengeli) en el que se cuenta la historia de Parsifal (Don Quijote). 
De modo que estas aventuras nunca se presentan como invenciones de los propios autores, dándole con ello supuestamente mayor verosimilitud. Esta manera de contar la historia le da a Cervantes la oportunidad de hacer comentarios jocosos, irónicos acerca de la misma e incluso hacer varios juegos ficcionales. Un ejemplo de ello es el manuscrito que le enseñan al Quijote de sus aventuras en la primera parte. Por lo tanto, se puede decir que este recurso parte de una parodia del género caballeresco pero que se va transformando gracias al talento del escritor.